# Boulevard Washington
Pour les articles homonymes, voir Washington.
Le boulevard Washington est une voie publique de la commune de Suresnes, dans le département français des Hauts-de-Seine.

## Situation et accès
Orienté du nord au sud, il commence son tracé dans l'axe de la rue Paul-Vaillant-Couturier, à Nanterre. Il se termine au carrefour de la rue Cluseret, de l'avenue des Landes, de l'avenue de la Fontaine-du-Tertre, dans le prolongement du boulevard du Maréchal-de-Lattre-de-Tassigny.
Le boulevard Washington est desservi par la gare de Suresnes-Mont-Valérien, sur la ligne L du Transilien (réseau Paris-Saint-Lazare) et la ligne U (La Défense - La Verrière).

## Origine du nom
Cette voie, qui portait depuis le milieu du XIXe siècle le nom de « route stratégique », est renommée en 1917 en l'honneur de George Washington (1732-1799), premier président des États-Unis d'Amérique, lors de l'aménagement du cimetière américain de Suresnes sur ses hauteurs, où sont enterrés plus de 1500 soldats de la Première Guerre mondiale,.

## Historique

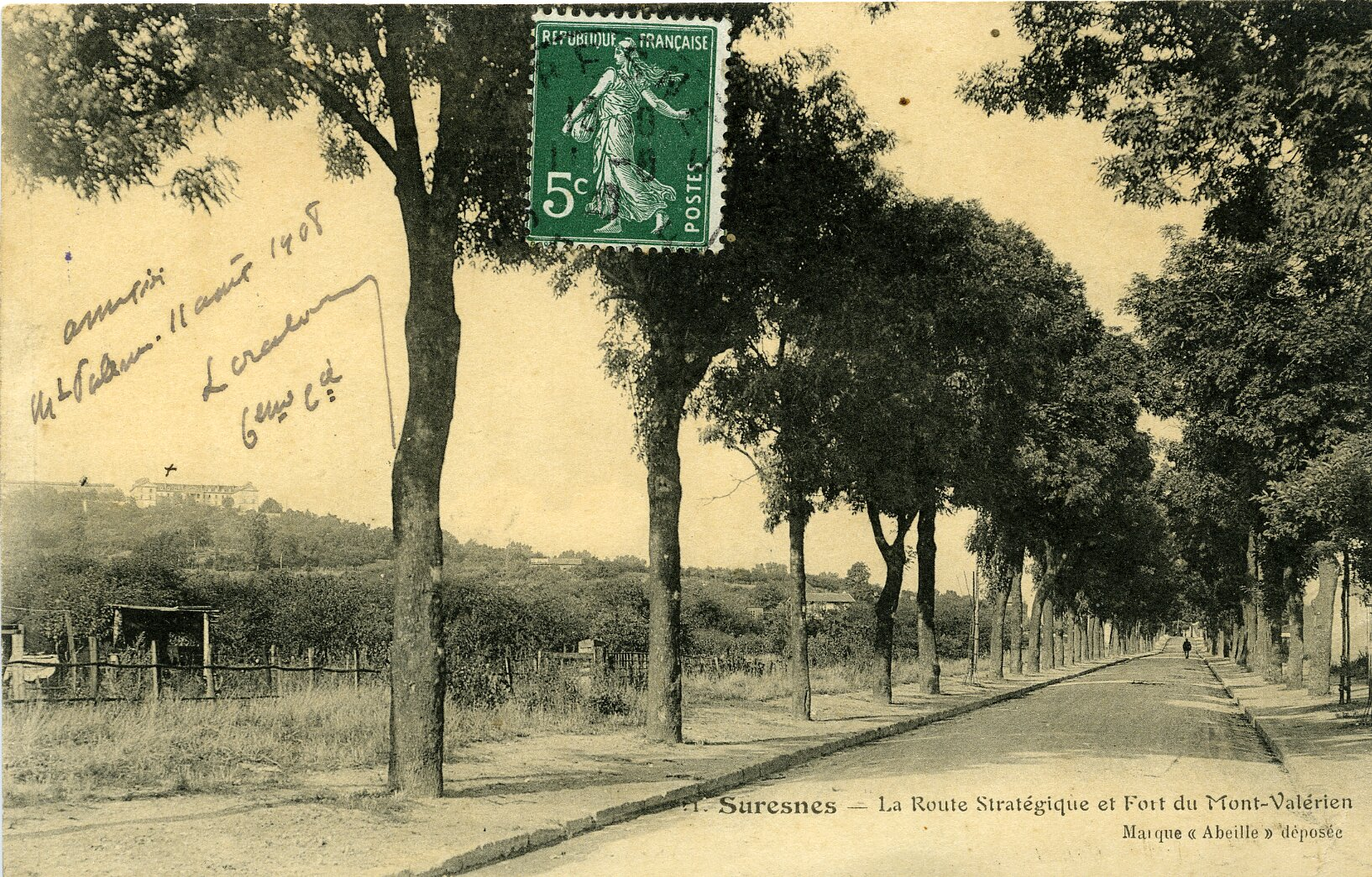
Ancienne photo, à l'époque de la « route stratégique ».

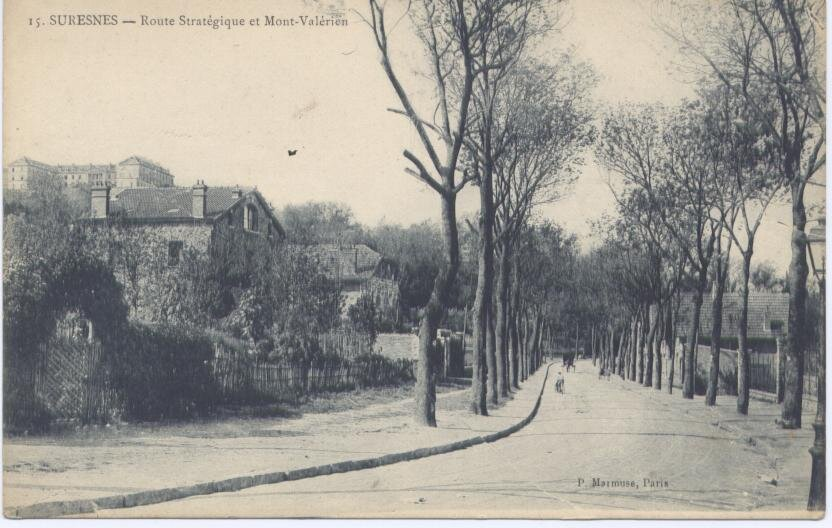
Idem.

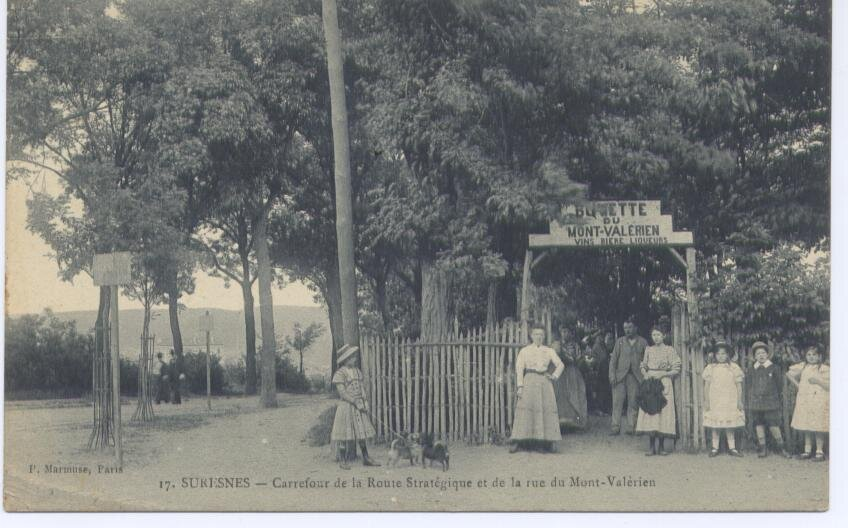
Au croisement avec la rue du Mont-Valérien (actuellement avenue Franklin-Roosevelt).

Au XVIIe siècle, une partie du tracé de l'actuelle voie constitue la limite occidentale du vaste domaine du « clos des Seigneurs », également borné, dans le sens des aiguilles d'une montre, par la rue du Fécheray, l'avenue Franklin-Roosevelt, la rue Merlin-de-Thionville, la rue Desbassayns-de-Richemont et la rue du Calvaire, et qui appartient à l'abbaye de Saint-Germain-des-Prés. Sa production viticole est réservée à l'aristocratie et aux prélats importants. Vendu comme bien national à la Révolution, le site est loti au XIXe siècle,,. Un peu plus au nord, parallèlement, entre le boulevard (limite ouest), la rue de la Gauchère, la rue Carnot et l'avenue Franklin-Roosevelt, se trouvait le clos Cottin, puis « clos des Ermites », où les religieux du mont Valérien cultivaient un potager et des arbres fruitiers ; ils l'acquièrent en 1788 mais le site est aussi déclaré bien national à la Révolution. La rue voisine du Clos-des-Ermites conserve le souvenir de cette propriété éphémère.
Le boulevard est situé sur le plateau sud de Suresnes, entre l'actuelle cité-jardin et la forteresse, surplombant par ailleurs l'ancien village de Suresnes (actuel centre-ville). Jusqu'au milieu du XXe siècle, le quartier le bordant est l'un des derniers territoires agricoles de la commune, comme en témoigne encore le nom de ses rues (des Bons-Raisins, des Vignes, etc.). On y trouvait aussi le château des Landes, détruit en 1870, des carrières et des tuileries.
La forteresse du Mont-Valérien est construite dans les années 1840. Une route stratégique aménagée en contrebas le relie aux autres forts qui entourent Paris,. Cette route stratégique est renommée boulevard Washington en 1917.
En 1939, le maire SFIO de Suresnes Henri Sellier renomme une partie de la rue du Mont-Valérien « avenue Franklin-Roosevelt », autre président américain, en fonction à l'époque, la voie aboutissant boulevard Washington. Durant sa mandature, parmi d'autres projets, l'élargissement du boulevard est envisagé mais la Seconde Guerre mondiale interrompt les travaux engagés.
En août 1940, au début de l'Occupation, les gardes du bois de Boulogne, forcés de quitter leur logement, sont installés de façon provisoire quai Gallieni et au no 61 du boulevard.
Après-guerre, sa partie méridionale, qui allait jusqu'au carrefour de la Croix-du-Roy, est scindée en deux parties, qui sont renommées « rue du Docteur-Marc-Bombiger » et « boulevard du Maréchal-de-Lattre-de-Tassigny »,.
En 2024, une piste cyclable est aménagée sur le boulevard Washington.
Le 24 juillet 2024, dans le cadre des JO, la flamme olympique traverse le boulevard grâce à plusieurs relayeurs, depuis la forteresse jusqu'au mémorial du Mont-Valérien,.

## Bâtiments remarquables et lieux de mémoire

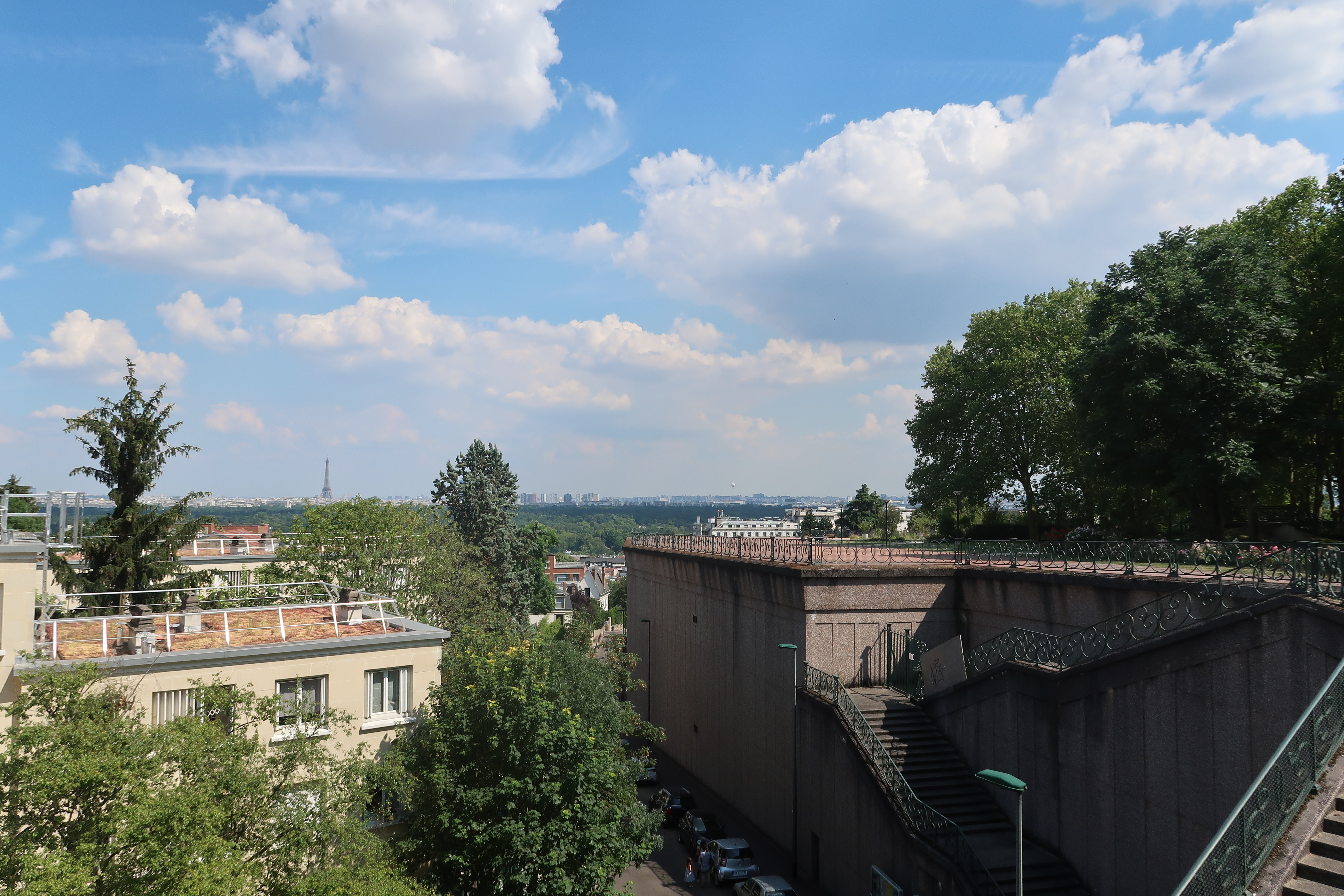
La terrasse du Fécheray.

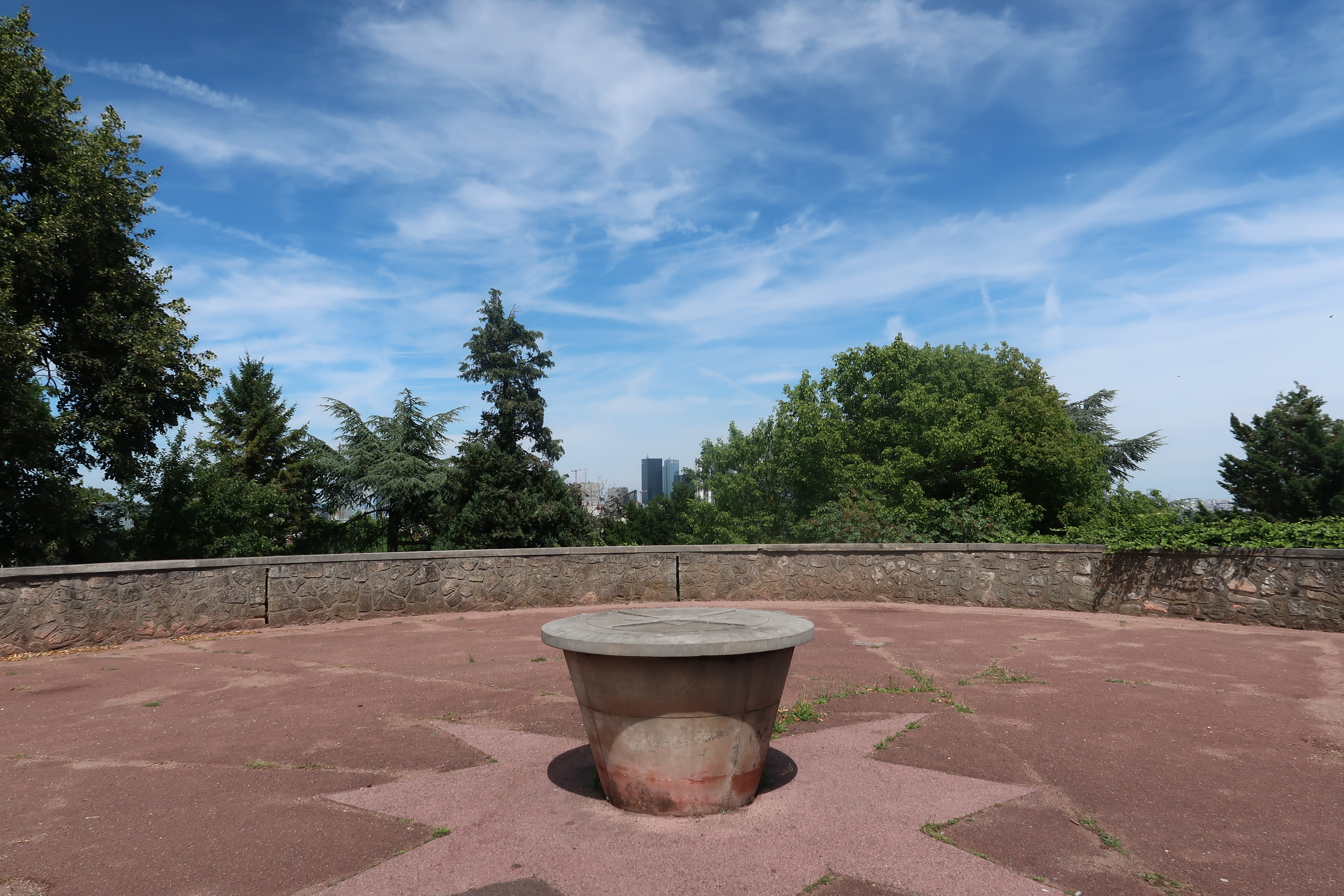
La table d'orientation.

- Proche du carrefour avec la rue du Calvaire, se trouvait la fontaine du Tertre, aussi connue sous le nom de fontaine sainte-Geneviève, que la tradition fait remonter au Moyen Âge[17],[18]. Une avenue éponyme perpétue son nom.
- Cimetière américain de Suresnes, aménagé en 1917 et inauguré en 1919[2],[19].
- Terrasse du Fécheray. Jusqu'au XIXe siècle, sous l'orthographe « Feucheret », le site accueillait des fours à plâtre, lequel aurait été utilisé pour la construction des châteaux de Versailles et de Bagatelle[20]. Offrant un large panorama sur le bas de Suresnes, le bois de Boulogne, Paris et La Défense, l'actuelle terrasse est une promenade bordée d'arbres aménagée en 1935 par le conseil général de la Seine, sur une zone non ædificandi du fort du Mont-Valérien déclassée la décennie précédente[21]. Des manifestations culturelles et des festivités y sont régulièrement organisées, par exemple en 1938 un feu de la Saint-Jean[22] et au début du XXIe siècle le rassemblement de voitures anciennes Suresnes Auto-Rétro[23].
- Dans les années 1960, à l'intersection avec l'avenue Franklin-Roosevelt, est installée une table d'orientation qui propose un panorama sur La Défense[24].

## Au cinéma
- Dans le film Le Tatoué (1968), une scène est tournée au niveau du boulevard, la voiture de Jean Gabin arrivant de l'avenue Franklin-Roosevelt, avec la tour Eiffel en arrière-plan[25].